# Эртуганов, Шамиль Магомедович
Шамиль (Юсуп) Магомедович Эртуганов (азерб. Şamil Ertuqanov; род. 7 февраля 1992, Буйнакск, Дагестанская ССР) — азербайджанский и российский борец греко-римского стиля, российский боец смешанных единоборств.

## Биография
По национальности — кумык. Является воспитанником ДЮСШ по греко-римской борьбе Буйнакска. В марте 2012 года в Махачкале стал чемпионом СКФО среди юниоров. В июне 2012 года в Загребе завоевал бронзовую медаль на чемпионате Европы по греко-римской борьбе среди юниоров. 21 февраля 2013 года ему было присвоено звание мастер спорта России. В апреле 2014 года в дагестанском селе Буглен стал чемпионом СКФО. С 2015 года занимается ММА.

## Спортивные результаты
- Чемпионат Азербайджана по борьбе 2012 — ;
- Чемпионат Европы по борьбе среди юниоров 2012 — ;
- Чемпионат Европы по борьбе среди юниоров 2012 — 9;
- Кубок мира по борьбе 2013 — 9;
- Кубок мира по борьбе 2013 (команда) — 7;